# Vassimont-et-Chapelaine
Vassimont-et-Chapelaine é uma comuna francesa na região administrativa do Grande Leste, no departamento de Marne. Estende-se por uma área de 21.73 km², e possui 64 habitantes, segundo o censo de 2018, com uma densidade de 2.9 hab/km².